# 蓝雪科
蓝雪科也叫白花丹科，包括24属约800余种，广泛分布在全世界各地，尤其适合生长在盐碱地、沼泽和钙基土壤上，中国有7属约37种，分布全国各地。
本科植物多数为多年生草本植物，有少数为小灌木或藤本，有的有茎或没有茎；单叶互生或旋叠状；花两性，辐射对称，花冠通常合瓣，管状。其中许多品种用做栽培观赏花卉。
1981年的克朗奎斯特分类法将本科单独列为一个蓝雪目，1998年根据基因亲缘关系分类的APG 分类法将其放在石竹目中。

## 属
- 彩花属 Acantholimon
- Aegialitis（英语：Aegialitis）
- 海石竹属 Armeria
- Bamiana
- Buciniczea
- Cephalorhizum
- 角柱花属 Ceratostigma
- Chaetolimon
- Dictyolimon
- Dyerophytum（英语：Dyerophytum）
- Eremolimon
- Ghasnianthus
- 驼舌草属 Goniolimon
- 伊犁花属 Ikonnikovia
- Limoniastrum（英语：Limoniastrum）
- Limoniopsis
- 补血草属 Limonium （同 Statice）
- Meullerolimon
- Neogontscharovia
- 鸡娃草属 Plumbagella
- 白花丹屬 Plumbago
- Popoviolimon
- Psylliostachys
- Vassilczenkoa